# Cananea
Cananea är en ort i Mexiko.   Den ligger i kommunen Cananea och delstaten Sonora, i den nordvästra delen av landet, 1 700 km nordväst om huvudstaden Mexico City. Cananea ligger 1 599 meter över havet och antalet invånare är 33 433.
Terrängen runt Cananea är platt åt nordost, men åt sydväst är den kuperad. Terrängen runt Cananea sluttar österut. Runt Cananea är det glesbefolkat, med 15 invånare per kvadratkilometer. Det finns inga andra samhällen i närheten. Omgivningarna runt Cananea är i huvudsak ett öppet busklandskap.